# Osservatorio Bosscha
L'Osservatorio Bosscha è un osservatorio astronomico dell'Indonesia. Si trova nella zona di Lembang, nella Reggenza di Bandung Occidentale, nella provincia di Giava Occidentale, a circa 15 chilometri a nord di Bandung. È il primo osservatorio dell'era moderna dell'Indonesia e si trova ad un'altitudine di 1.310 m sul livello del mare.

## Storia
Durante la prima assemblea della Nederlandsch-Indische Sterrekundige Vereeniging (Società Astronomica delle Indie Olandesi) svoltasi negli anni venti, fu deciso di costruire un osservatorio astronomico nelle Indie Orientali Olandesi. Tra tutte le possibili località dell'arcipelago indonesiano fu scelta una piantagione di tè a Malabar, situata a pochi chilometri a nord di Bandung, a Giava occidentale. L'osservatorio fu costruito sul lato collinare nord della città, in una zona con vista sul cielo libera da ostacoli e con facile accesso alla città che doveva diventare la nuova capitale della colonia olandese in sostituzione di Batavia (l'attuale Giakarta). L'osservatorio prese il nome dal proprietario della piantagione di tè, Karel Albert Rudolf Bosscha, che concesse sei ettari della sua proprietà per il nuovo osservatorio; egli era figlio del fisico Johannes Bosscha, che aveva dato un importante contributo allo sviluppo della scienza e della tecnologia nelle Indie orientali olandesi.
La costruzione dell'osservatorio iniziò nel 1923 e fu completata nel 1928. Da allora è stata effettuata un'osservazione continua del cielo. La prima pubblicazione internazionale dell'osservatorio Bosscha uscì nel 1932. Le osservazioni furono interrotte durante la seconda guerra mondiale; dopo la guerra fu necessario un grande lavoro di ricostruzione. Il 17 ottobre 1951, la Società Astronomica delle Indie Olandesi cedette la gestione dell'osservatorio al governo dell'Indonesia. Nel 1959 la gestione della struttura è stata affidata all'Istituto di Tecnologia di Bandung; da allora, l'osservatorio a pieno titolo alla ricerca e alla formazione in astronomia in Indonesia.

## Strumentazione
L'osservatorio è dotato di cinque grandi telescopi:
- Telescopio doppio rifrattore Zeiss, dotato di due obiettivi da 60 cm di diametro, ciascuno con una lunghezza focale di 10,7 m. Questo telescopio viene utilizzato principalmente per osservare stelle binarie, eseguire studi fotometrici di eclissi binarie, ottenere immagini di crateri lunari, osservare i pianeti del sistema solare (Marte, Saturno e Giove), nonché le comete e altri oggetti massicci.

- Telescopio riflettore Schmidt denominato Bima Sakti, dotato di uno specchio principale da 71,12 cm. Questo telescopio viene utilizzato per studiare strutture galattiche, spettri stellari, asteroidi, supernovae, nonché per fotografare oggetti massicci.

- Telescopio rifrattore di Bamberg, dotato di un obiettivo di 37 cm di diametro con una lunghezza focale di 7 m. Questo telescopio, dotato di un fotometro fotoelettrico, viene utilizzato per determinare magnitudini stellari e distanze stellari, nonché per effettuare studi fotometrici di eclissi stellari e riprese del Sole.

- Telescopio riflettore Cassegrain GOTO, dotato di uno specchio principale da 45 cm. Questo telescopio computerizzato, regalato dal governo giapponese, consente la ricerca automatica degli oggetti celesti sulla base di un database ed è il primo telescopio digitale dell’osservatorio Bosscha. È inoltre dotato di un fotometro e di uno spettrografo-spettrometro.

- Telescopio rifrattore Unitron, dotato di un obiettivo di 13 cm con una lunghezza focale di 87 cm. Questo telescopio viene utilizzato per osservare le eclissi ilalali, lunari e solari, nonché per l'osservazione delle macchie solari.